# Farmàcia J. Amadó
La Farmàcia J. Amadó és un edifici historicista de Mollet del Vallès (Vallès Oriental) que forma part de l'Inventari del Patrimoni Arquitectònic de Catalunya.

## Descripció
Consta de planta baixa i dos pisos. La coberta és a dues vessants. Entre les parets mitgeres, s'obre la porta d'accés és de grans dimensions i en desproporció a la resta d'obertures del conjunt.

## Història
El portal d'entrada i el finestral del segon pis, de clara inspiració gòtica, donen a l'edifici una semblança que no s'escau amb el context que l'envolta, però, a la vegada, aquest contrast enriqueix visualment el conjunt urbà de la pl. Prat de la Riba.